# Nicolas Gombert
Pour l’article homonyme, voir Gombert (homonymie).
Nicolas Gombert (vers 1495 - vers 1556) est un compositeur de l'École franco-flamande, maître des enfants de chœur de la capilla flamenca de Charles Quint et, plus généralement, responsable de cet ensemble vocal, également instrumental, composé (comme partout ailleurs dans les églises européennes) d'hommes adultes professionnels et de garçons (souvent futurs professionnels).

## Biographie
Nicolas Gombert est né en Flandre française, à La Gorgue, où son patronyme était déjà implanté. Il compte probablement parmi les élèves de Josquin Des Prés ; on lui doit en effet la déploration Musæ Jovis sur la mort de Josquin, dans la même lignée que celle composée par Josquin sur la mort d'Ockeghem.
À la chapelle et à la cour de Charles Quint, il est d'abord chantre (c'est-à-dire membre du chœur), puis maître des enfants, qui chantaient la partie aiguë dans le chœur de la chapelle. Comme beaucoup d'autres musiciens à l'époque, il était donc à la fois maître de musique, chef de chœur (l'expression est moderne) et compositeur. Il est condamné à une peine de galères par Charles Quint, à la suite du viol d'un jeune choriste.
Le caractère de ses compositions est sérieux : dans ses pièces profanes, des textes tristes (Je prends congié, Tous les regretz...). Selon le physicien Jérôme Cardan, Gombert serait mort des suites d'une crise de mélancolie.

## Style musical
Après la transparence des compositions de Josquin Des Prés, le style de Gombert est marqué par un retour à une plus grande densité polyphonique, un peu dans le style d'Ockeghem. Dans ses œuvres sacrées, il porte le procédé d'imitation à un degré élevé d'excellence. Toujours en mouvement, ses parties comportent peu de points d'orgue. Dans son maniement de la dissonance, il est le précurseur de Palestrina.

## Œuvre

### Messes et fragments de messes
1. Missa Quam pulchra es, 6 voix (1532);
2. Missa Da pacem, 4 voix (1532);
3. Missa Sancta Maria succurre miseris, 4 voix (1540);
4. Missa Media vita, 5 voix (1542);
5. Missa Sur tous regretz, 5 voix (peut-être pour le couronnement de Charles Quint le 24 février 1530 à Bologne, imprimé en 1542 sous le titre '‘A la Incoronation’');
6. Missa Philomena praevia, 5 voix (1542);
7. Missa Dulcis amica (1556);
8. Missa Je suis desheritée, 4 voix (1557);
9. Beati omnes, 4 voix
10. Missa Tempore paschali, 6-12 voix ;
11. Credo, 8 voix.

### Magnificat
1. Primi toni [« du premier ton »];
2. Secundi toni;
3. Tertii et octavi toni;
4. Quarti toni;
5. Quinti toni;
6. Sexti et primi toni;
7. Septimi toni;
8. Octavi toni.

### Motets

#### Libro I, quarto. Motetti, 1539
1. Aspice Domine quia facta est;
2. Ave regina caelorum;
3. Ave sanctissima Maria;
4. Dicite in magni;
5. Dignare me laudare te;
6. Domine, pater et Deus vitae meae;
7. Domine situ es jube;
8. Duo rogavi te Domine;
9. Ecce nunc tempus acceptabile;
10. Fidelium Deus omnium conditor;
11. Fuit homo missus;
12. Inter natos mulierum;
13. Levavi oculos meos;
14. Miserere pie Jesu;
15. O gloriosa Dei genitrix;
16. O gloriosa domina Dei genitrix;
17. Quae est ista, quae processit;
18. Quam pulchra es et quam decora;
19. Saluto te sancta virgo Mariae;
20. Salvum me fac Domine;
21. Super flumina Babylonis;
22. Venite filii, audite me.

#### Libro I, quinto. Motetti, 1539
1. Adonai Domine Jesu Christe;
2. Anima mea liquefacta est;
3. Anima nostra sicut passer;
4. Audi filia et vide;
5. Ave Maria;
6. Ave mater matris Dei;
7. Ave sanctissima Maria;
8. Beati omnes qui timent Dominum;
9. Domine Deus omnipotens pater;
10. Ego flos campi;
11. Emendemus in melius;
12. Gaudeamus omnes et laetemur;
13. Haec dies quam fecit Dominus;
14. Hodie beata virgo Maria;
15. Inviolata integra et casta;
16. Judica me Deus;
17. Laus Deo, pax vivis;
18. O beata Maria;
19. O flos campi;
20. Pater noster;
21. Tota pulchra es;
22. Tribulatio et angustia;
23. Tu Deus noster;
24. Vias tuas Domine.

#### Libro II, quarto. Mottetti, 1541
1. Averte oculos meos;
2. Beata Mater, et innupta Virgo;
3. Cur quisquam corradat opes;
4. Domine non secundum peccata nostra;
5. Ergo ne vitae quod super est meae;
6. Fac tibi mortales;
7. Miserere nostri, Deus omnium;
8. O Domina mundi;
9. Quidquid appositum est;
10. Reminiscere miserationum tuarum;
11. Salve, Regina;
12. Salve regina / Ave regina / Inviolaza, integra et casta es / Alma Redemptoris mater;
13. Sancta Maria mater Dei;
14. Sancta Alphonse;
15. Si ignortas te o pulchra;
16. Surge, Petre;
17. Vae, vae Babylon;
18. Vita, dulcedo.

#### Libro II, quinto. Mottetti, 1541
1. Ad te levavi oculos meos;
2. Ave regina caelorum;
3. Caeciliam cantate pii;
4. Cantemus virgini canticum novum (aussi attribué à E. Causin) ;
5. Conceptio tua Dei genitrix;
6. Confitebimur tibi, Deus;
7. Da pacem Domine;
8. Hodie nata es Virgo Maria;
9. Hodie nobis caelorum Rex;
10. Hortus conclusus es Dei genitrix;
11. Ne reminiscaris Domine;
12. O adorandum sacra mentum;
13. O felix Anna;
14. O magnum mysterium;
15. Patefactae sunt januae caeli;
16. Sit Trinitati sempiterna gloria;
17. Surge, Petre;
18. Veni dilecta mea;
19. Veni electa mea (pour le mariage de Charles Quint avec Isabelle de Portugal en 1526 à Séville);
20. Venite ad me omnes.

#### Motets isolés dans divers recueils
1. Ad te levavi oculos meos 4v. (1539, aussi attribué à Jean Richafort);
2. Angelus Domini ad pastores 4v. (1529, aussi attribué à Philippe Verdelot);
3. Aspice Domine in testamentum 5v. (1538);
4. Ave salus mundi 6v. (1539);
5. Beatus vir qui non abiit 6v. (1539);
6. Benedicta es caelorum regina 6v. (1564);
7. Descendi in hortum meum 6v. (1539);
8. Domine quis habitabit 5v. (1556);
9. Dulcis amica Dei 4v. (1532);
10. Duo rogavi te Domine 6v. (1539);
11. Ego sum qui sum 6v. (1539);
12. Egregie matyr Sebastiane 5v. (1523);
13. Felix Austriae domus 5v. (1537, pour le couronnement de Ferdinand Ier de Habsbourg en 1531);
14. Gabriel nuntiavit Mariae 5v. (1538, aussi attribué à Dominique Phinot);
15. Gaude mater ecclesia 4v. (1538);
16. Hic est discipulus 5v. (1538);
17. Homo erat in Jerusalem 4v. (1534);
18. In illo tempore dixit Jesus / Hic est panis 5v. (1538);
19. In illo tempore intravit Jesus 5v. (1545);
20. In illo tempore: Loquente Jesu 6v. (1539);
21. In illo tempore dicebat Jesus / Sed cum facis 6v. (1555, aussi attribué à Joannes de Latre);
22. In patientia vestra 4v. (1540);
23. In te Domine speravi 6v. (1539);
24. Media vita in morte sumus 6v. (1539);
25. Musae Jovis 6v. (1545);
26. O crux, spendidor 6v. (1539);
27. Oculi omnium in te sperantium 6v. (1539);
28. O Domine Jesu Christe 6v. (1539);
29. O Jesu Christe 8v. (1568, = Que ne l’aymeroit);
30. O Jesu Christe succurre 6v. (1538);
31. Omnis pulchritudo Domini 6v. (1555);
32. O Rex gloriae 6v. (1539);
33. Peccata mea, sicut sagittae 6v. (1549);
34. Quem dicunt homines 6v. (1555);
35. Qui colis Ausoniam 6v. (1549, pour la rencontre du pape Clément VII et de Charles Quint à Bologne in 1533);
36. Qui seminant in lachrymis 4v. (1539);
37. Regina caeli 12v. (1534);
38. Respice Domine 5v. (1538);
39. Salvator mundi, salva nos 6v. (1535);
40. Sancta et immaculata 5v. (1538);
41. Sancta Johannes apostole 4v. (1539);
42. Si bona suscepimus 6v. (1539);
43. Stabat autem Petrus 5v. (1557);
44. Suscipe verbum, virgo Maria 5v. (1532);
45. Tribulatio cordis mei 5v. (1538);
46. Tulerunt Dominum 8v. (1552, = Je prens congie);
47. Virgo sancta Catherina 4v. (1534).

#### Motets isolés dans les manuscrits
1. Constitues eos 6v. (Comprecht ?);
2. Ecce quam bonum 4v.;
3. Emendemus in melius 4v.;
4. In illo tempore pastores 4v.;
5. Jubilate Dei omnis terra 4v.;
6. Philippe qui videt me 5v.;
7. Regina caeli 10v.;
8. Speciosa facta es 4v.;
9. Tota pulchra es 6v..

### Chansons

#### Chansons en recueils
1. A bien grand tort 4v. (1538)
2. Alleluya my fault chanter 4v. (ca. 1528)
3. Amours vous me faictes 4v. (1533)
4. Amys souffrez 5v. (1550)
5. A quoy tient-il 4v. (1531)
6. A traveil suis 6v. (1544)
7. Aultre que vous 4v. (1535)
8. Ayme qui vouldra 5v. (1544)
9. Celluy a qui mon cueur 4v. (1535)
10. Celluy qui est long 3v. (1560)
11. C’est à grand tort 4v. (1544)
12. Crainte et espoir 4v. (1552)
13. D’en prendre deux 4v. (1557)
14. D’estre amoureux 4v. (1552)
15. Dezilde al cavallero, Canción 5v. (1556)
16. Dieu me fault il 5v. (1550, attribué aussi à Thomas Créquillon)
17. En attendant l’espoir 6v. (1545)
18. En aultre avoir 4v. (1534)
19. En douleur et tristesse 6v. (1550)
20. En l’ombre d’ung buissonet 6v. (1540)
21. Gris et tanne 4v. (1530)
22. Hors envieulx 4v. (1536)
23. Jamais je n’euz tant 4v. (1534, attribué aussi à Thomas Créquillon)
24. J’ay congé prins 4v. (1534)
25. J’ay eu congé 4v. (1544)
26. J’aymeray qui m’aymera 4v. (1533)
27. Je ne scay pas 5v. (1544)
28. Je suis trop jeunette 5v. (1550)
29. Joyeulx vergier 4v. (1544)
30. Laine et travéil 6v. (?)
31. Le bergier et la bergiere 5v. (1544)
32. Mille regretz 6v. (1540)
33. Mon cœur elist 4v. (1541)
34. Mon pensement ne gist 4v. (1550)
35. Mort et fortune 4v. (1538)
36. Nesse pas chose dure 5v. (1544)
37. O doulx regretz 4v. (1549)
38. O malheureuse journee 5v. (1550)
39. Or escouttez gentil veneurs 4v. (1545)
40. Or suis-je prins 4v. (1544)
41. Par ung regard 3v. (1569)
42. Pleust a Dieu quil fust 3v. (1560)
43. Pleust a Dieu 6v. (1544)
44. Plus de Venus 4v. (1552)
45. Pour parvenir bon pied 4v (1543, attribué aussi à Thomas Créquillon)
46. Puis qu’ainsi est 4v. (I) (1544)
47. Puis qu’ainsi est 4v. (II) (1544)
48. Quant je suis au prez de mamye 5v. (1544)
49. Qui ne l’aymeroit (=O Jesu Christe) 8v. (1540)
50. Raison le veult 4v. (1549)
51. Raison me dict 4v. (1552)
52. Raison requirt amour 6v. (1550)
53. Regret enny traveil 5v. (attribué aussi à Thomas Créquillon)
54. Resveillez vous cueurs endormis 3v. (1545)
55. Secourez moy madame 5v. (1544)
56. Se dire je losoye 5v. (1544, attribué aussi à Thomas Créquillon)
57. Se le partir m’est dueil 4v. (1544)
58. Si le secours 4v. (1544)
59. Sio veggio sotto l’un e l’altro ciglio, madrigaal 6v. (1541)
60. Souffrir me convient 5v. (1544)
61. Tant bien party 3v. (1569)
62. Tant de traveil 4v. (1541)
63. Tousiours souffrir 5v. (1550)
64. Tous les regretz 6v. (1544)
65. Triste depart m’avoit 5v. (1544, attribué aussi à Philip van Wilder)
66. Trop endurer 5v. (1550)
67. Tu pers ton temps 4v. (1535)
68. Ung jour viendra 5v. (1443)
69. Vous estes trop jeune 4v. (1538)

#### Manuscrits
1. Amoureulx suis d’une plaisante brunette, 5v.
2. Au joly bois 6v.
3. Changons propos 6v.
4. En espoir d’avoir mieulx 4v.
5. Je prens congie 8v. (= Sustinuimus pacem, Tulerunt Dominum)
6. Joyssance vous donneray 6v.
7. Mon petit cueur 6v.
8. Mon seul 7v. (textlos)
9. Paine et travéil 6v.
10. Plus en sera garde 4v.
11. Que porra dire ou croire 6v.
12. Si je ne my plains 4v.
13. Si mon traveil 6v.

#### Attribution incertaine
1. Missa Fors seulement 5v. (Gombert ou Hieronymus Vinders)
2. Adversumme susurrabent (Gombert ou E. Causin)
3. Alleluia. Spiritus Domini 5v. (Gombert ou N. des Celliers de Hesdin)
4. Cantibus organicis 4v. (Gombert ou H. Naich)
5. Hodie Christus natus est 5v. (Gombert ou Vincenzo Ruffo)
6. Hodie in Jordane 6v. (Gombert ou Maistre Jhan)
7. Inclina Domine aurem tuem 5v. (Gombert ou Jacquet de Berchem)
8. Laqueus contritus est (Gombert ou Jacobus Clemens non Papa)
9. Maria Madalene et altera Maria 5v. (Gombert ou Pierre de Manchicourt)
10. Peto Domine et de vinculo 5v. (Gombert ou E. Causin)
11. Force sera sy de bref 4v. (Gombert ou Thomas Créquillon)
12. J’ay mis mon cueur 8v. (Attribution à Gombert contestée)
13. Je ne me puis tenir d’aimer 5v. (Gombert ou Claudin de Sermisy)
14. Plaisir n’ay plus mais vis 5v. (Gombert ou Thomas Créquillon)

## Discographie
- Nicolas Gombert, Music from the Court of Charles V, Huelgas Ensemble, Sony Vivarte SK 48249 (1993)
- Nicolas Gombert, Missa Tempore paschali, etc., Henry's Eight, Hyperion CDA 66943 (2001 ; réédition 2011)
- Nicolas Gombert, Magnificats 1-4, The Tallis Scholars, Peter Phillips (2001, Gimell CDGIM 037)
- Nicolas Gombert, Magnificats 5-8, The Tallis Scholars (2002, Gimell CDGIM 038)
- Nicolas Gombert, Missa Media vita, etc., The Hilliard Ensemble (2006, ECM New Series 1884)
- Nicolas Gombert, Tribulatio et angustia, Brabant Ensemble, Stephen Rice (2007, Hyperion CDA67614)
- Nicolas Gombert, Motets, Missa « Beati Omnes » - Mikiko Suzuki, Penny Turner, Isabelle Van Aesbrouck (cantus), Luc De Meulenaere, Charlotte Ripperger, Fabienne Vignier (altus), Jacques Antoine, Daniel Beuve-Méry, Joris Bosman, Philippe De Clerck, Laurent Jager, Peter Ratinckx (ténors), Michael Hill, Michel Laine, Philippe Lemaylleux, Fabrice van de Putte (bassus) (mai 1997, Arsonor 005) (Fiche sur medieval.org)
- Nicolas Gombert : sacred music : magnificat primi Toni et octavia Toni, ave maria, ave salus Mundi, etc., ensemble Ars Nova, Bo Holten (dir.), enregistré à Copenhague en novembre 1989, 1 CD Kontrapunkt 32038.